# Eschbach (Basso Reno)
Eschbach è un comune francese di 946 abitanti situato nel dipartimento del Basso Reno nella regione del Grand Est.

## Società

### Evoluzione demografica
Abitanti censiti